# Hyundai Stellar

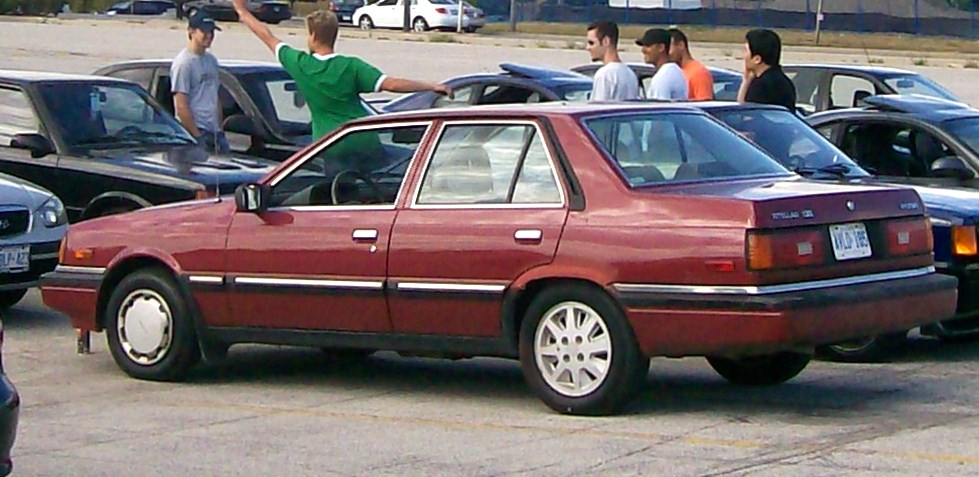
Hyundai Stellar

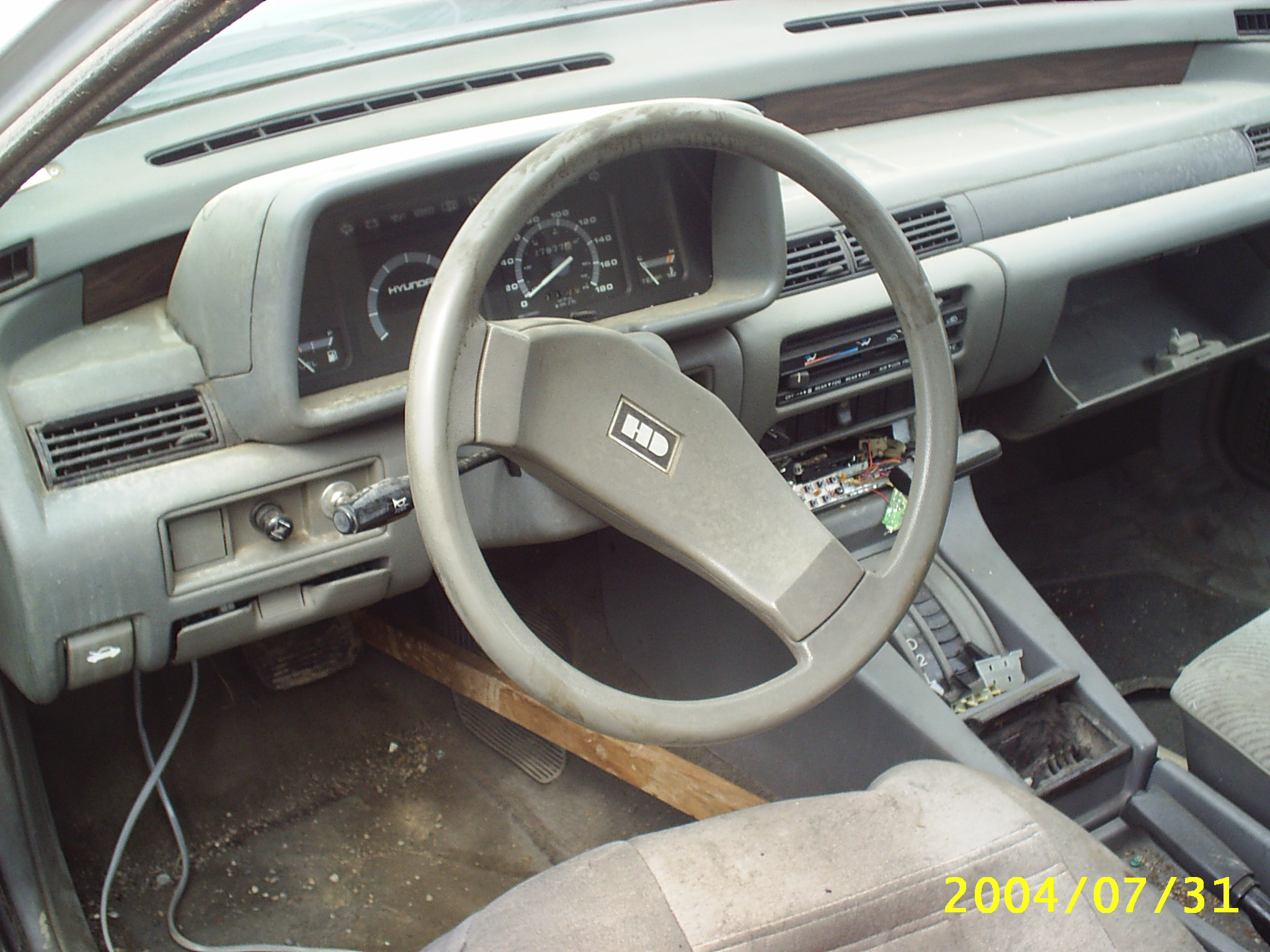

Hyundai Stellar (хангиль 현대 스텔라) - середньорозмірний задньоприводний автомобіль, що вироблявся з липня 1983 по 1992 рік компанією Hyundai. Дизайном автомобіля займався знаменитий дизайнер Джорджетто Джуджаро, однак кузов у нього залишився від Кóртіни Mk V.
На внутрішньому корейському ринку це був перший автомобіль, що продавався як Sonata. Stellar був не доступний на північноамериканському ринку через суворі норм викидів, але продавався в Канаді і в інших країнах. На додаток до того, Stellar був єдиним 4-циліндровим задньоприводним седаном в ті роки, оскільки Toyota Corolla в 1984 році стала передньоприводною. Stellar був замінений в Канаді на Hyundai Sonata в 1992 році. На південнокорейському ринку його наступником була Hyundai Elantra. Stellar (так само, як і Hyundai Pony) був останнім задньоприводним седаном Hyundai, не рахуючи Hyundai Genesis 2009 року.

## Комплектації
- Prima (1983~1986)
- TX (1983~1993)
- FX (1983~1986)
- GX (1987~1992)
- GSL (1983~1986)
- SL (1983~1986)
- CXL (Обмежений експорт в Канаду, 1984~1988)
- Apex (1987~1991)
- GXL (1987~1991)